# Gertrude McCoy
Pour les articles homonymes, voir Gertrude et McCoy.
Gertrude McCoy est une actrice et scénariste américaine née le 30 juin 1890 à Sugar Valley en Géorgie aux États-Unis, morte le 17 juillet 1967 à Atlanta.

## Filmographie

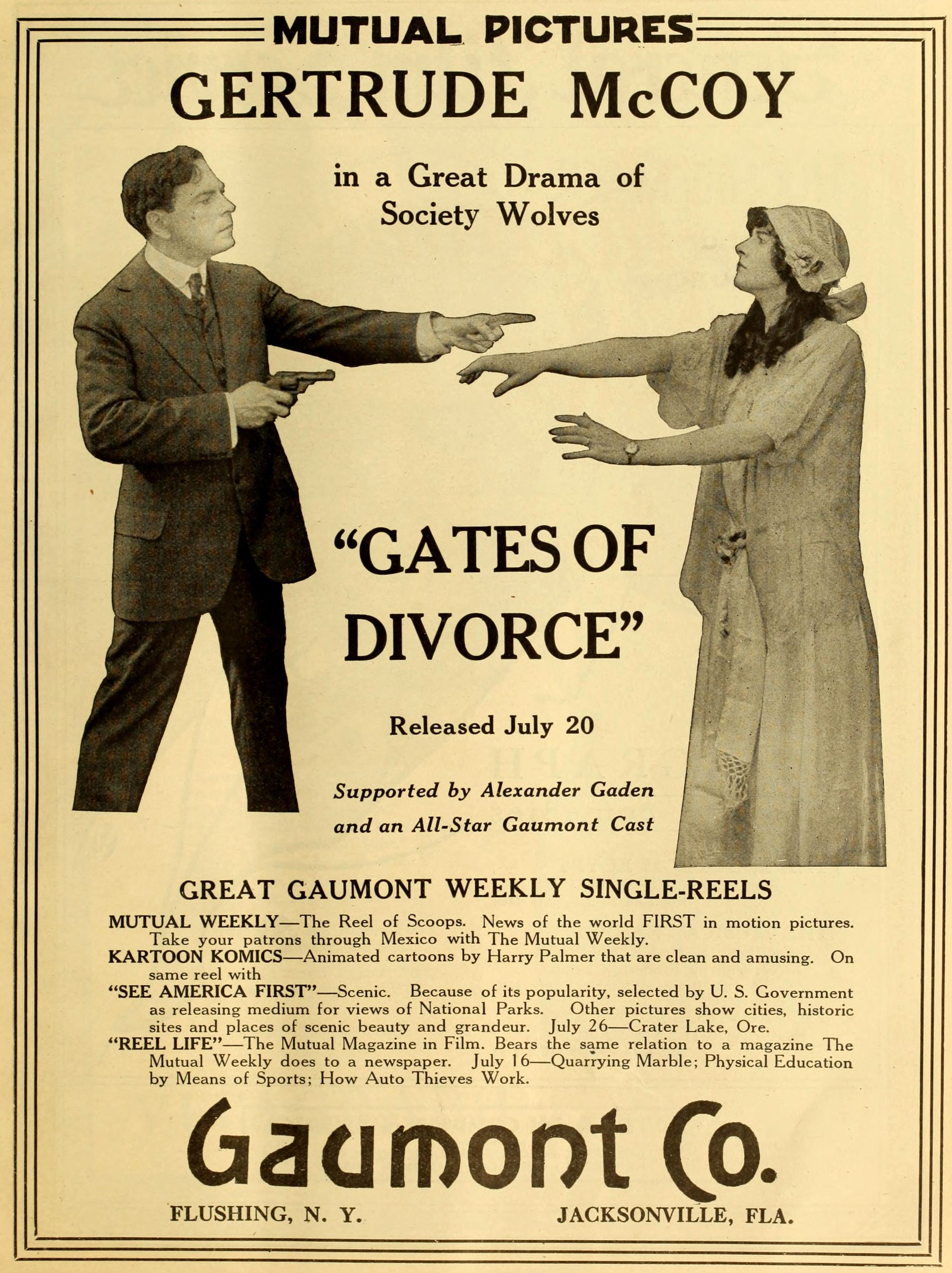
Gates of Divorce (1916)

### comme actrice
- 1911 : Heroes Three
- 1911 : The Star Spangled Banner de J. Searle Dawley
- 1911 : That Winsome Winnie Smile
- 1911 : The Summer Girl de Bannister Merwin
- 1911 : How Mrs. Murray Saved the American Army de J. Searle Dawley
- 1911 : Mike's Hero
- 1911 : The Fairies' Banquet
- 1911 : The Kid from the Klondike
- 1912 : Jack and the Beanstalk de J. Searle Dawley
- 1912 : Father's Bluff de Bannister Merwin
- 1912 : His Daughter de Bannister Merwin
- 1912 : Curing the Office Boy
- 1912 : The Jam Closet
- 1912 : A Cowboy's Stratagem de Bannister Merwin
- 1912 : Lost: Three Hours d'Ashley Miller
- 1912 : Her Face
- 1912 : Winnie's Dance d'Ashley Miller
- 1912 : Every Rose Has Its Stem d'Ashley Miller
- 1912 : A Personal Affair de C. J. Williams
- 1912 : Very Much Engaged de C. J. Williams
- 1912 : The Shadow on the Blind
- 1912 : Kitty's Holdup : Kitty
- 1912 : Apple Pies
- 1912 : The Girl at the Key
- 1912 : The Workman's Lesson
- 1912 : The Artist's Joke
- 1912 : Revenge Is Sweet
- 1912 : The Sketch with the Thumb Print
- 1912 : A Dangerous Lesson
- 1912 : The Stranger and the Taxicab de C. J. Williams
- 1912 : The Little Girl Next Door d'Ashley Miller
- 1912 : Cynthia's Agreement de C. J. Williams
- 1912 : Le Trésor de l'avare de Charles Brabin : La femme
- 1912 : Under False Colors de Charles Brabin
- 1912 : A Fresh Air Romance de Harold M. Shaw : Rose
- 1912 : A Soldier's Duty de Charles Brabin
- 1912 : Kitty at Boarding School
- 1912 : Young Mrs. Eaton de Charles Brabin
- 1912 : A Baby's Shoe (it) de Charles Brabin
- 1912 : The Non-Commissioned Officer de Charles Brabin
- 1912 : Hope, a Red Cross Seal Story de Charles Brabin
- 1912 : His Mother's Hope de Charles Brabin
- 1912 : Annie Crawls Upstairs de Charles Brabin
- 1913 : The Office Boy's Birthday de Charles M. Seay
- 1913 : The Title Cure de C. J. Williams
- 1913 : The Mountaineers de Charles Brabin
- 1913 : A Serenade by Proxy de C. J. Williams : Muriel Jackson
- 1913 : How They Outwitted Father de C. J. Williams
- 1913 : His Enemy de Charles Brabin
- 1913 : A Letter to Uncle Sam de C. J. Williams
- 1913 : Aunt Elsa's Visit de Charles M. Seay
- 1913 : Kathleen Mavourneen de Charles Brabin
- 1913 : Tea and Toast
- 1913 : The Long and Short of It de Charles M. Seay
- 1913 : The Duke's Dilemma de Walter Edwin
- 1913 : The One Hundred Dollar Elopement de Charles M. Seay
- 1913 : Aunty and the Girls de C. J. Williams
- 1913 : The Translation of a Savage de Walter Edwin
- 1913 : An Unwilling Separation de George Lessey
- 1913 : An Almond-Eyed Maid de Walter Edwin
- 1913 : Mercy Merrick de Charles Brabin
- 1913 : The Twin Brothers
- 1913 : How Did It Finish? d'Ashley Miller
- 1913 : All on Account of a Portrait de C. J. Williams
- 1913 : A Gentleman's Gentleman de Bannister Merwin
- 1913 : Winsome Winnie's Way
- 1913 : In the Garden de George Lessey
- 1913 : The Dream Fairy d'Ashley Miller
- 1913 : The Greed of Osman Bey de Richard Ridgely
- 1913 : His Greatest Victory de George Lessey
- 1913 : The Mystery of West Sedgwick
- 1913 : Caste de C. J. Williams : Esther Eccles
- 1913 : Hard Cash
- 1913 : The Stolen Models de C. J. Williams
- 1913 : In the Shadow of the Mountains de George Lessey
- 1913 : Reginald's Courtship de C. J. Williams
- 1913 : Nora's Boarders de C. J. Williams
- 1913 : The Master Fixit
- 1913 : Her Secretaries de Phillips Smalley
- 1913 : A Good Sport de C. J. Williams
- 1913 : The Cabaret Singer de Phillips Smalley
- 1913 : The Vanishing Cracksman de George Lessey
- 1913 : The Manicure Girl de C. J. Williams
- 1913 : Peg o' the Movies de George Lessey
- 1914 : United in Danger d'Ashley Miller
- 1914 : The Witness to the Will de George Lessey
- 1914 : A Lonely Road de Walter Edwin
- 1914 : The Uncanny Mr. Gumble
- 1914 : An American King de George Lessey
- 1914 : All for His Sake de Charles Brabin
- 1914 : The Mystery of the Ladder of Light de George Lessey
- 1914 : When the Cartridges Failed de Ben F. Wilson
- 1914 : A Real Helpmate de Preston Kendall
- 1914 : The Brass Bowl de George Lessey et Ben F. Wilson
- 1914 : The Impersonator de Charles H. France
- 1914 : The Mystery of the Silver Snare de George Lessey
- 1914 : Andy Plays Cupid de Charles H. France
- 1914 : Always Tell Your Wife de Leedham Bantock : The Blackmailer
- 1914 : The Man in the Street de Charles Brabin
- 1914 : The Shattered Tree de Ben F. Wilson
- 1914 : The Stuff That Dreams Are Made Of de Charles H. France
- 1914 : The President's Special de Charles Brabin
- 1914 : The Mystery of the Octagonal Room de George Lessey
- 1914 : The Birth of the Star Spangled Banner de George Lessey
- 1914 : Dick Potter's Wife d'Ashley Miller
- 1914 : Sheep's Clothing de Charles M. Seay
- 1914 : The Mystery of the Glass Tubes de Ben F. Wilson
- 1914 : The Mystery of the Sealed Art Gallery de George Lessey
- 1914 : The Hand of Iron de Langdon West
- 1914 : The New Partner de Langdon West : Elizabeth Marsh
- 1914 : The Heritage of Hamilton Cleek de Ben F. Wilson
- 1914 : A Moment of Madness de Langdon West
- 1914 : What Could She Do de John H. Collins
- 1914 : The Last of the Hargroves de John H. Collins
- 1914 : The Best Man de Charles Brabin
- 1914 : The Stenographer
- 1914 : The Birth of Our Saviour de Charles Brabin
- 1915 : The Girl at the Key d'Ashley Miller
- 1915 : The Girl Who Kept Books d'Ashley Miller
- 1915 : Her Husband's Son de Charles Brabin
- 1915 : In Spite of All d'Ashley Miller : Alice Knickerbocker
- 1915 : A Tragedy of the Rails de John H. Collins
- 1915 : On the Stroke of Twelve de John H. Collins : Irene Bromley
- 1915 : The Phantom Thief de John H. Collins
- 1915 : Greater Than Art de John H. Collins
- 1915 : The House of the Lost Court de Charles Brabin : Elinore Vane
- 1915 : Through Turbulent Waters de Duncan McRae : Alice Robinson
- 1915 : June Friday de Duncan McRae : Mary Blake / June Friday
- 1915 : The Ploughshare de John H. Collins : Helena Leigh
- 1915 : Friend Wilson's Daughter de Langdon West
- 1915 : The Magistrate's Story de Langdon West
- 1916 : The Isle of Love : Helen Arthur
- 1916 : The Lash of Destiny : Myra Fielding
- 1917 : La Double Erreur (en) (The Silent Witness) : Helen Hastings
- 1917 : Madame Sherry : Yvonne Sherry
- 1918 : His Daughter Pays : Louise La Tour
- 1918 : L'Oiseau bleu (The Blue Bird) : Light
- 1918 : Men : Alice Fairbanks
- 1918 : La menace du passé (en) (The Danger Mark) : Sylvia Mallett
- 1918 : To Him That Hath : Helen Chambers
- 1918 : Nelson : Lady Hamilton
- 1919 : The Usurper : Lady Alice Holden
- 1919 : Castle of Dreams : Irene Redfern
- 1919 : Angel Esquire : Kathleen Kent
- 1920 : The Wife Whom God Forgot : Sylvia Fairfax
- 1920 : Burnt In : Nancy Risdon
- 1920 : The Auction Mart : Jacqueline
- 1921 : The Golden Dawn : Nancy Brett
- 1921 : Christie Johnstone : Christie Johnstone
- 1922 : Tell Your Children : Maudie
- 1922 : Was She Guilty? : Ruth Herwood
- 1923 : The Temptation of Carlton Earle : Margaret Roynton
- 1923 : Heartstrings (en) : Norah
- 1923 : Always Tell Your Wife : The Wife
- 1924 : Nets of Destiny : Constancae
- 1924 : Miriam Rozella : Lura Wood
- 1924 : The Diamond Man : Mrs. Marshalt
- 1924 : Chappy: That's All : Bettina
- 1925 : Verborgene Gluten : Olive Clayton
- 1925 : The Lady in Furs
- 1925 : Children of the Night No. 1
- 1926 : A Royal Divorce d'Alexander Butler : Joséphine de Beauharnais
- 1926 : Nelson : Lady Hamilton